# Pseudosorghum zollingeri
Pseudosorghum zollingeri är en gräsart som först beskrevs av Ernst Gottlieb von Steudel, och fick sitt nu gällande namn av Aimée Antoinette Camus. Pseudosorghum zollingeri ingår i släktet Pseudosorghum och familjen gräs. Inga underarter finns listade i Catalogue of Life.